# HMS P32 (1940)
Pour les autres navires du même nom, voir HMS P32.
Le HMS P32 (Pennant number: P32) est un sous-marin de la classe Umpire de la Royal Navy, construit en 1941 par Vickers-Armstrongs à Barrow-in-Furness (Angleterre).

## Conception et description
Le troisième lot de sous-marins de classe U a été légèrement élargi et amélioré par rapport au deuxième lot précédent de la classe U. Les sous-marins avaient une longueur totale de 60 mètres et déplaçaient 549 t en surface et 742 t en immersion. Les sous-marins de la classe U avaient un équipage de 31 officiers et matelots.
Le P32 était propulsé en surface par deux moteurs diesel fournissant un total de 615 chevaux-vapeur (459 kW) et, lorsqu'il était immergé, par deux moteurs électriques d'une puissance totale de 825 chevaux-vapeur (615 kW) par l'intermédiaire de deux arbres d'hélice. La vitesse maximale était de 14,25 nœuds (26,39 km/h) en surface et de 9 nœuds (17 km/h) sous l'eau.
Le P32 était armé de quatre tubes lance-torpilles de 21 pouces (533 mm) à l'avant et transportait également quatre recharges pour un grand total de huit torpilles. Le sous-marin était également équipé d'un canon de pont de 3 pouces (76 mm).

## Carrière
Le sous-marin P32 quitte Malte le 12 août 1941 pour une zone de patrouille près de Tripoli en Libye. Six jours plus tard, il aperçoit un petit convoi italien de cinq navires marchands protégés par des destroyers et des torpilleurs se dirigeant vers le port. Le P32 et deux autres sous-marins de classe U tentent d'attaquer le convoi. Le HMS P33 a presque certainement été coulé lors de cette tentative, tandis que le sous-marin HMS Unique a réussi à couler un navire marchand italien, le SS Esperia, deux jours plus tard.
Le P32 n'était pas en bonne position pour attaquer, et a donc tenté de l'améliorer en passant sous un champ de mines amarré. Croyant qu'il avait nettoyé le champ de mines, le commandant, le lieutenant D.A.B. Abdy, ordonne au sous-marin de remonter à la profondeur du périscope pour reprendre l'attaque. Les preuves montrent qu'une explosion interne a inondé la partie du bateau située à l'avant de la salle de contrôle, tuant les huit membres de l'équipage dans cette partie du navire. Le sous-marin a pris une forte gîte et a coulé au fond de la mer à la position géographique de 33° 02′ N, 13° 10′ E.
La plupart des 24 survivants se sont retirés dans la salle des machines pour tenter une évasion avec leur DSEA (Davis Submerged Escape Apparatus ou  appareil d'échappement submergé de Davis). Cependant, Abdy, le quartier-maître Kirk et Martin de l'ERA ont tenté de s'échapper en utilisant la tour de contrôle. Martin a été tué lors de cette tentative, mais les deux autres hommes ont survécu et ont été récupérés par le torpilleur à moteur italien MAS 528. Aucun autre membre d'équipage n'a survécu. Abdy et Kirk ont été échangés contre des prisonniers de guerre italiens en 1943.

### Explication du naufrage
Il a souvent été dit que le P32 a touché une mine italienne, mais il n'y en avait pas à proximité. Les Italiens ont d'abord soupçonné qu'il s'agissait d'un sous-marin poseur de mines et qu'il avait explosé sur une de ses propres mines. Ils ont effectué une recherche approfondie dans la zone autour de l'épave mais n'ont trouvé aucune mine. Comme aucune mine n'a été trouvée dans la zone, il est exclu également qu'il se soit égaré dans un champ de mines britannique (QB.10 ou QB.11) par une navigation défectueuse, comme les Britanniques l'ont soupçonné par la suite.
Selon l'historien canadien Platon Alexiades, ce qui suit aurait pu se produire:
1. Une explosion interne ne peut pas être exclue, peut-être en raison d'un mauvais exercice au moment du chargement des torpilles. Selon Abdy, les bouchons de proue étaient ouverts à la mer lorsque l'explosion s'est produite. La veille, à bord du sous-marin HMS Regent qui se trouvait à Alexandrie, le dispositif pneumatique d'une de ses torpilles de rechargement a explosé, causant des dommages importants aux autres torpilles et au sous-marin lui-même. Il est indiqué dans le rapport de débriefing du Lt Cdr Abdy (rédigé à son retour de captivité) qu'on pensait à l'époque que l'explosion avait pu se produire à l'intérieur du sous-marin. L'épave a été visitée par des plongeurs libyens et ils ont signalé que tout le corps métallique de la proue bâbord du HMS P32 était gonflé vers l'extérieur, indiquant une explosion interne.
2. Il est tout à fait possible qu'il ait été perdu sur une mine française. Le sous-marin français Nautilus avait en fait posé un champ de mines le 14 juin 1940 (deux lignes, une de huit mines et une de 24 mines, cette dernière à 008° - feu de Tripoli - 9 milles, le P32 est enregistré comme ayant été perdu à 009,5° - feu de Tripoli - 6,8 milles. La direction est presque correcte mais la distance est décalée de 2,2 milles (moins si l'on en croit un rapport qui indique qu'il faisait 006° - Tripoli Light - 8 miles) mais une erreur de navigation ne serait pas surprenante d'autant plus que le Nautilus posait les mines la nuit. Les Italiens ont bien tenté de nettoyer le champ de mines en septembre 1940 mais seules 21 mines ont été comptabilisées, il n'est donc pas impossible que le P32 ait touché l'une des 3 mines non comptabilisées.
3. Une drôle de mine aéroportée. Un Fairey Swordfish de la 830e Escadrille opérant depuis Malte avait posé six "concombres" (mines magnétiques) au large de Tripoli dans la nuit du 20 au 21 décembre 1940. Il est fort probable que d'autres sorties de pose de mines de ce type aient été entreprises. Le seul doute est qu'une mine magnétique se trouverait probablement en eau moins profonde. Si c'en était bien une, l'explosion aurait probablement propulsé le sous-marin vers le haut et les dégâts auraient été plus probablement sur la quille que sur le côté. Il n'en reste pas moins que c'est une possibilité.

Ce qui suit est connu du côté italien. L'explosion a été observée par un Cant Z.501 du 145^ Squadriglia (observateur S.T.V. Berardo Gallotti, pilote Mllo Aonio Giunti) à 16h03, il a survolé mais sans rien observer. Il a atterri à Tripoli à 16h35 et a informé les autorités de l'explosion et a décollé de nouveau à 17h00. A 17h05, quatre hommes ont été observés dans l'eau, deux vivants et deux morts. L'avion a atterri de nouveau à Tripoli à 17h15 et a informé le commandement de la marine (on peut supposer que la radio ne fonctionnait pas malgré la présence d'un opérateur radio dans l'équipage de cinq personnes). L'avion a décollé à nouveau à 17h30 et a signalé aux deux survivants que les secours arrivaient et qu'à 18h15, il était de retour à Pisida. Le MAS 528 (aspirant Rolando Perasso, et non le MAS 530 comme dans les souvenirs d'Abdy) est arrivé et à 18h27 a récupéré les deux survivants.
Le 26 août 1941, le capitaine de plongée italien du navire de plongée Rostro a effectué un examen approfondi de l'épave dans une cloche de plongée. Le rapport se trouve dans les archives italiennes. L'interrogatoire des deux survivants par les services de renseignements italiens a également survécu, mais il est essentiellement le même avec ce qu'ils ont révélé plus tard lors de leur débriefing. Ce plongeur pensait que l'explosion avait eu lieu à l'avant, sur bâbord, et que les torpilles avant avaient peut-être explosé. Il a observé que la proue se trouvait à une profondeur de 64 mètres, avec une gîte de 25°. Le sous-marin n'avait pas de tubes de poupe, était de petite taille et ne transportait pas de mines. Il a trouvé que la coque était très propre comme si le sous-marin venait d'avoir un amarrage. Elle était brisée en deux parties à quelques mètres à l'avant du canon de pont et les deux parties étaient presque à angle droit, ce qui indiquait que le sous-marin avait touché le fond de manière brutale. Il a remarqué que la tour de contrôle et les écoutilles arrière étaient toutes deux ouvertes. Comme les deux survivants s'étaient échappés de la tour de contrôle, cela semblait indiquer que les hommes coincés dans la salle des machines avaient au moins tenté de sortir mais qu'aucun n'avait survécu (deux navires de pêche italiens et le MAS étaient restés à proximité de l'épave pendant la première nuit dans l'espoir de récupérer d'autres survivants mais aucun n'a été vu). L'écoutille de la tour de contrôle était partiellement obstruée par du fardage lâche, ce qui a conduit le plongeur à exprimer son opinion selon laquelle les deux survivants avaient quitté le sous-marin avant le naufrage, car il ne pensait pas qu'ils auraient pu partir par cette sortie. Selon lui, il serait très difficile, même pour un plongeur expérimenté, d'entrer dans l'épave et de récupérer des documents et il ne l'a pas recommandé.

### Épave
L'épave a été découverte en 1999; elle se trouve à environ 15 milles nautiques (28 km) à l'est-nord-est de Tripoli, à une profondeur d'environ 200 pieds (61 m).

## Commandant
- Lieutenant  (Lt.) David Anthony Baily Abdy (RN) du 24 mai 1941 au 18 août 1941